# 스테이시 그레슨
스테이시 그레슨(Staci Greason, 1964년 5월 23일 ~ )은 미국의 배우, 영화배우이다.

## 영화
- 13일의 금요일 7 - 새로운 살인 (1988년)
- 우리 생애 나날들 (1965년)